# Nadieżda Sokołowa
Nadieżda Nikołajewna Sokołowa (ros. Надежда Николаевна Соколова; ur. 8 listopada 1996) – rosyjska zapaśniczka startująca w stylu wolnym. Brązowa medalistka mistrzostw świata w 2021, a także mistrzostw Europy w 2025. 
Druga na MŚ U-23 w 2018 i trzecia w 2019. Druga na ME U-23 w 2019. Wygrała mistrzostwa świata kadetów w 2011; druga w zawodach juniorów w 2016.; druga w 2018. Złota medalistka ME kadetów w 2013 i juniorów w 2016. Mistrzyni Rosji w 2019 i 2020; trzecia w 2017 roku.